# Alois Škampa
Alois Škampa (30. května 1861 Praha – 14. května 1907 Praha) byl český básník a spisovatel. Bývá řazen k lumírovcům a parnasistům. Pro jeho poezii je typická lyrika, zejména přírodní, ale také intimní a rodinná.

## Život
Po absolvování filosofické fakulty pracoval jako adjunkt (příruční pomocník úředníka) na pražském magistrátu. Ve volném čase se zapojil do činnosti Spolku českých spisovatelů Máj, kde vykonával funkci zapisovatele.
V březnu 1905 prodělal první infarkt myokardu, od té doby se jeho zdravotní stav zhoršoval. Zemřel ve spánku na zástavu srdce ve svém bytě na Letné 14. května 1907 odpoledne. Zanechal po sobě manželku a malou dcerku. Pohřben byl na Olšanech za velké účasti spisovatelů.
Jeho sestra Pavla Maternová byla rovněž známá jako spisovatelka.

## Dílo
První básně — Idylla stezky, Podzimní a Ztraceným směrům — uveřejnil v almanachu Máj na rok 1879. Během 80. let psal básně do časopisů. Knižně vydal sbírky veršů:
- Malby a písně (1883)
- Mladý svět (1884)
- Malá křídla (1888)
- Venku a doma (1893)

Pro jeho tvorbu je typická lyrika — přírodní, rodinná, společenská. V básních se objevuje venkovská krajina, stromy a květiny. K těm měl tak vřelý vztah, že z vycházek nosil přátelům krásné uvité kytice — a když zrovna nic nekvetlo, tak alespoň z luční trávy. Jaroslav Vrchlický jej charakterizoval jako čistou, jemnou, měkkou duši a dobrotivou, ušlechtilou povahu. Jeho básně byly uhlazené a zpěvné; nekrolog ve Zlaté Praze jeho tvorbu nazval „básně soucitu a něhy“.
Je řazen mezi české parnasisty, soustředěné kolem Sládkova časopisu Lumír.
Psal i prózu; nejznámější je povídka Sněžák, vydaná r. 1890 v časopise Květy.
Některé z jeho básní byly zhudebněny, např. Mužně v před! (sokolská píseň, skladatel: Josef Samoslav Bernhard) nebo Ty krásné oči (hudbu složil Václav Soukup).